# Neckeropsis takahashii
Neckeropsis takahashii är en bladmossart som beskrevs av Higuchi et al. 1989. Neckeropsis takahashii ingår i släktet Neckeropsis och familjen Neckeraceae. Inga underarter finns listade i Catalogue of Life.